# Palazzi di Ortona

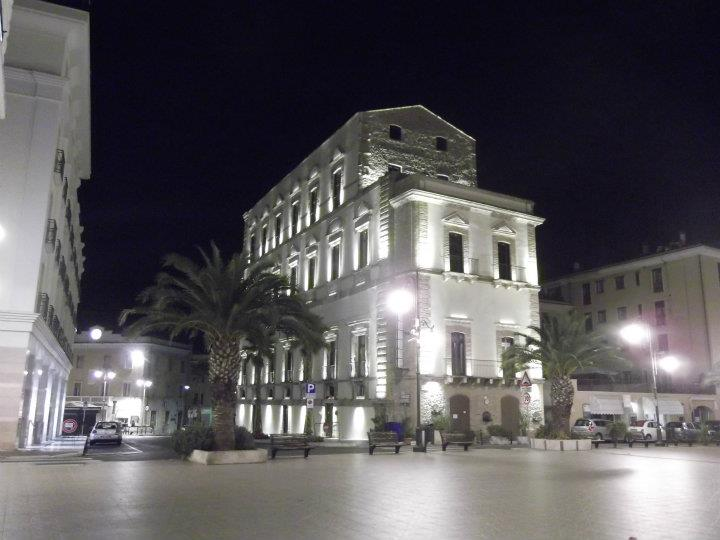
Veduta di Palazzo Farnese in notturna, tra Piazza Farnese e la Passeggiata Orientale di Ortona

Questa pagina tratta l'architettura civile di Ortona in provincia di Chieti.

## Case e Palazzi

### Casa Berardi
Casa Berardi è uno degli edifici più antichi nell'entroterra rurale ortonese le cui origini risalgono al 1700. Durante la Seconda guerra mondiale, era sede del quartier generale del sistema difensivo tedesco, un baluardo posto ad impedire all'esercito canadese la conquista della città di  Ortona denominata anche "La Piccola Stalingrado".  Nonostante tutto, la sera del 14 dicembre 1943 gli alleati entrarono in Ortona e la conquistarono definitivamente il 28 dicembre dello stesso anno. La conquista di Casa Berardi valse al capitano Paul Triquet l'assegnazione della "Victoria Cross", per la prima volta assegnato ad un alleato durante la campagna d'Italia, la  massima onorificenza britannica, la prima delle tre, conquistate dai canadesi della Prima Divisione, in tutta la Campagna d'Italia. A memoria dell'evento molte strade canadesi vennero intitolate alla Casa Berardi, così come fu apposta una lapide sui muri della stessa casa ortonese.
Nel marzo 2014 Casa Berardi, luogo simbolo della tragica Battaglia di Ortona, è stata riconosciuta di notevole interesse storico dal ministero dei Beni e delle attività culturali sottoponendola alle disposizioni di tutela del Codice dei beni culturali. Casa Berardi, oltre ad essere monumento degli eventi, rappresenta un caposaldo essenziale per la rilettura storica delle strategie messe in atto per la liberazione di Ortona, tale da essere conservata ed affidata alle generazioni future». Infatti tra l’11 e il 15 dicembre del 1943, l’edificio rappresentò la postazione strategica per l’accesso alla città, strenuamente presidiato dalle truppe tedesche e conquistato e tenuto eroicamente da un manipolo di canadesi al comando del capitano Paul Triquet, che per questa azione guadagnò la “Victoria Cross”, massima onorificenza britannica.

### Casa Cichelli
È sita in Contrada Bavi, costruita secondo il tipico stile rurale del XVI secolo, è provvista di una torre. Era di proprietà della famiglia Corvi, che possedeva anche Palazzo Corvi. Venne successivamente ceduta alla famiglia Cichelli, da cui ora prende il nome, ai quali tutt'oggi la casa appartiene. La facciata sud dispone di un porticato dotato di trifore, alcune modificate in esafore.

### Palazzo Corvo
Appartenne alla famiglia Corvo di Sulmona che si era definitivamente trasferita ad Ortona all'inizio del XVII secolo. La struttura originale, invece, presumibilmente venne costruita verso la fine del XVI secolo, mentre il piano terra è preesistente, probabilmente di un convento, visto che gli stipiti dei portali in pietra presentano delle iscrizioni religiose in latino. In un locale situato al piano terra, durante alcuni restauri, venne portato alla luce un leggero comò con delle decorazioni a fiori. L'edificio ospita il Museo musicale d'Abruzzo e Archivio Francesco Paolo Tosti, fondato nel  1983. La collezione ripercorre la storia musicale dell'Abruzzo attraverso manoscritti e partiture di vari artisti, tra cui: Gaetano Braga, Primo Riccitelli e Bonaventura Barattelli.

### Palazzo De Sanctis
È situato in Corso Matteotti 60 e fu proprietà della famiglia De Sanctis. Anche di questo edificio non si conosce l'esatta data di costruzione, anche se è probabilmente venne costruito nel XV secolo. Alcune iscrizioni presenti sul portale dell'edificio dimostrano che venne restaurato nel XVI secolo da Andrea Matteo De Sanctis. Durante recenti restauri vennero alla luce degli elementi architettonici originali.

### Palazzo Mancini
Sorge sul preesistente Palazzo Riccardo, in Piazza San Tommaso 17. Fu edificato per volere della famiglia De Sanctis nei primi anni del XVI secolo. Fu gravemente danneggiato sia durante la prima che durante la Seconda Guerra Mondiale. Una delle sue principali caratteristiche sono la presenza di un bugnato d'angolo e di portali in pietra. Verso la fine del XVI secolo ospitò  Margherita d'Austria, dove ivi mori il 18 gennaio del 1586.

### Palazzo Pugliesi
Il Palazzo è sito in Corso Matteotti, dell'aspetto originario, è visibile solamente la facciata in mattoni. Venne costruito nella seconda parte del XVII secolo. Nel XIX secolo venne adibito a scuola privata di Domenico Puglisi, in seguito anche deputato napoletano. Probabilmente in alcune stanze sono presenti degli affreschi del pittore Arcangelo Ciampoli.

### Palazzo Vesij-Castiglione

Palazzo Farnese in una foto del 1936

L'edificio era inizialmente di proprietà della famiglia Vesij-Castiglione. Con il matrimonio di Silvestro De Sanctis e Giacinta Vesij-Castiglione, il palazzo passo ai De Sanctis. Degli elementi architettonici originari rimangono : un portale in pietra, una parte del cortile e la cisterna, dotata di un anello in pietra.

### Palazzo Farnese
Costruito su commissione di Margherita D'Austria, su progetto di Giacomo della Porta. La prima pietra, di 49x50 cm, venne posta il 12 marzo 1584 al cospetto di Monsignor Giovanni Domenico Rebiba, allora vescovo di Ortona. I lavori vennero interrotti nel 1586 a causa del decesso di Margherita d'Austria. Nei secoli XVII e XVIII il palazzo fu dimora del sovrintendente abruzzese ai Farnese. Nel 1582, una frana causò il crollo della parte orientale nella scarpata antistante. Nel 1795 l'edificio venne ceduto ai Berardi, infine sul finire del XX secolo fu ceduto al comune di Ortona. Iniziarono dei restauri, tuttora in corso. Attualmente ospita il Museo d'Arte contemporanea-Pinacoteca Cascella. Nel Museo sono esposte opere di Basilio, Tommaso e Michele Cascella.

### Palazzo Mignotti
Il palazzo si trova in corso Matteotti 65-69. Inizialmente fu di proprietà della famiglia Mignotti, originaria di Alessandria, trasferitasi definitivamente ad Ortona nel XVII secolo. Successivamente venne ceduto alla famiglia Mancini. Il palazzo, uno esempio di architettura tipica ortonese, presenta un'originale serie di finestre oblò circolari.

### Palazzo Grilli
L'edificio è situato in Corso Matteotti 74-78. Venne fatto edificare dai De Sanctis nel XVI secolo. Di particolare interesse sono i balconcini e gli affreschi situati nei saloni attribuiti al pittore Florideo Cincinnati. Nel  1807 Armidoro De Sanctis accolse Giuseppe Bonaparte quando questi visitò l'Abruzzo

## Portali

### Portale Gervasone
Il portale è sito in Via Cavour 14. E a bugnato, mentre le mura sono originarie del XVII secolo. I primi proprietari furono la famiglia Gervasoni di Bergamo, che si stanziarono definitivamente ad Ortona agli inizi  del XVII secolo. Venne poi ceduto rispettivamente ai Priori, ai De Dominicis e agli  Onofrj

### Portale Morosini
Questo portale si trova in via Morosini 14. Presenta delle somiglianze al portale del Palazzo Rosica. Presenta una chiave a volta con annesso uno stemma non ben identificabile. All'interno dell'annesso palazzo è presente un cortile.

### Portale Quatrari
Si trova in Piazza Risorgimento 4. Probabilmente venne costruito verso la prima metà del XVI secolo. Primi proprietari furono con molta probabilità i Quatrari di Sulmona , che si stabilirono ad Ortona nel XV secolo, dinastia che si estinse agli inizi del XVI secolo.

### Portale Rosica
Sito in Piazza San Tommaso 14. Fu di proprietà di un ramo dei De Sanctis, poi passò ai Serafini, i quali, sul finire del XIX secolo iniziarono lavori di ristrutturazione e restauro.

### Palazzo sei-settecentesco in Via Giudea
Con portale a bugnato coronato da uno stemma gentilizio abraso e balcone con ringhiera bombata.